# SNCB 50 sorozat
A SNCB 50 sorozat egy belga Co'Co' tengelyelrendezésű dízelmozdony volt. 1969-ben alakítottak át egy Cockerill mozdonyt az SNCB részére, hogy tesztelni tudjanak egy nagy teljesítményű mozdonyt. A teszt nem volt sikeres, a mozdony többet állt műhelyben, mint amit forgalomban töltött. Az SNCB lemondott a nagy teljesítményű-dízelmozdoyn tervről, így visszaalakították a prototípust hagyományos SNCB 51 sorozatú mozdonnyá. Egy balesetben megsérült mozdony motorját kapta meg.